# Al azar de Baltasar
Al azar de Baltasar es una película francesa de 1966 dirigida por Robert Bresson. Es considerada como una de las mejores películas del siglo XX.

## Sinopsis
Los primeros años del burro Baltasar fueron felices, en compañía de Marie (Anne Wiazemsky), una tímida campesina, y de Jacques (Walter Green), su compañero de vacaciones parisiense. Al crecer Marie, ésta se separa de Baltasar; entonces el filme sigue sus destinos paralelos: ambos son maltratados por aquellos que se cruzan en su camino. El burro tiene varios dueños, la mayoría de los cuales lo explotan, usándolo como bestia de carga. Baltasar sobrelleva sus sufrimientos con nobleza y sabiduría, convirtiéndose en un santo durante el proceso. Baltasar y Marie normalmente sufren en manos de las mismas personas. Finalmente, el destino de Marie no es explícito, pero se sobrenetiende, mientras que el de Baltasar sí lo es.

## Reparto
- Anne Wiazemsky: Marie
- François Lafarge: Gerard
- Philippe Asselin: Padre de Marie
- Nathalie Joyaut: Madre de Marie
- Walter Green: Jacques
- Jean-Claude Guilbert: Arnold
- Pierre Klossowski: Vendedor
- François Sullerot: Panadero
- Marie-Claire Fremont: Mujer del panadero
- Jean Rémignard: Notario

## Producción
Tras realizar buena parte de su filmografía anterior siguiendo los principios de la "cinematografía pura" que el propio Bresson había perfilado, Bresson decidió avanzar hacia un nuevo estilo cinematográfico. El guion está vagamente inspirado en El idiota de Dostoyevski. Cada episodio en la vida de Baltasar representa uno de los siete pecados capitales. Bresson declararía más tarde que el filme "estaba compuesto de muchas líneas que interseccionan con otras".
Ghislain Cloquet fue el cinematógrafo para Al azar de Baltasar, siendo esta la primera de las tres películas que Cloquet filmó para Bresson. La larga colaboración de Bresson con Léonce-Henri Burel había acabado con el anterior filme de Bresson, El proceso de Juana de Arco.

## Estilo
Bresson acabó por pulir en este filme el estilo minimalista del que es máximo adalid. Como en la mayor parte de su filmografía, la mayoría de actores no son profesionales. Utiliza en contadas ocasiones el subrayado musical. Asimismo, las elipsis son fundamentales: llega a no mostrar visualmente elementos clave de la narración.

## Reconocimientos
La première del filme tuvo lugar en el Festival Internacional de Cine de Venecia de 1966, donde obtuvo el premio OCIC (Organización Internacional Católica de Cine), el Premio San Giorgio y el Premio New Cinema.
Jean-Luc Godard dijo de la película que "cualquiera que vea este filme quedará absolutamente deslumbrado [...] porque este filme es, en verdad, el mundo en una hora y media". Andrew Sarris, en su crítica de 1970, escribió: "Ningún filme que haya visto ha llegado tan cerca de convulsionar todo mi ser".
Durante la emisión de un programa de Pour le plaisir, Jean-Luc Godard, Louis Malle, François Reichenbach o Marguerite Duras expresaron su admiración por la película.